# Chimmispitz
Chimmispitz är en bergstopp i Schweiz.   Den ligger i distriktet Wahlkreis Sarganserland och kantonen Sankt Gallen, i den östra delen av landet, 160 km öster om huvudstaden Bern. Toppen på Chimmispitz är 1 780 meter över havet, eller 114 meter över den omgivande terrängen. Bredden vid basen är 1,2 km.
Terrängen runt Chimmispitz är huvudsakligen bergig, men norrut är den kuperad. Närmaste större samhälle är Chur, 11,7 km söder om Chimmispitz. 
I omgivningarna runt Chimmispitz växer i huvudsak blandskog. Runt Chimmispitz är det tätbefolkat, med 286 invånare per kvadratkilometer.